# Fritz Walter Stadion
A Fritz Walter Stadion jelenleg otthont ad a német Bundesliga nevű labdarúgó bajnokságban játszó 1. FC Kaiserslautern csapatának. Néhány 2006-os labdarúgó világbajnokság meccset is itt játszottak. Az aréna névadója Fritz Walter. A stadionban 49780 fő fér el, mivel 2002-ben bővítésre került sor. A 2006-os vb-re készülve 76,5 millió eurós támogatás kapott a stadion. A stadion lelátói fedettek, világítás és fűtés a pályán van.

## 2006 vb meccsek a stadionban
A 2006-os labdarúgó világbajnokság néhány meccsét itt rendezték.
| Dátum            | Esemény | Forduló      | Csapat 1     |     | Csapat 2           | Eredmény |
| ---------------- | ------- | ------------ | ------------ | --- | ------------------ | -------- |
| 2006. június 12. | vb 2006 | F csoportkör | Ausztrália   | Vs. | Japán              | 3 – 1    |
| 2006. június 17. | vb 2006 | E csoportkör | Olaszország  | Vs. | USA                | 1 – 1    |
| 2006. június 20. | vb 2006 | B csoportkör | Paraguay     | Vs. | Trinidad és Tobago | 2 – 0    |
| 2006. június 23. | vb 2006 | H csoportkör | Szaúd-Arábia | Vs. | Spanyolország      | 0 – 1    |
| 2006. június 26. | vb 2006 | Legjobb 16   | Olaszország  | Vs. | Ausztrália         | 1 – 0    |

## Fordítás
- Ez a szócikk részben vagy egészben  a   Fritz Walter Stadion című angol Wikipédia-szócikk fordításán alapul.  Az eredeti cikk szerkesztőit annak laptörténete sorolja fel. Ez a jelzés csupán a megfogalmazás eredetét és a szerzői jogokat jelzi, nem szolgál a cikkben szereplő információk forrásmegjelöléseként.